# FC Ultramarina (Kaapverdië)

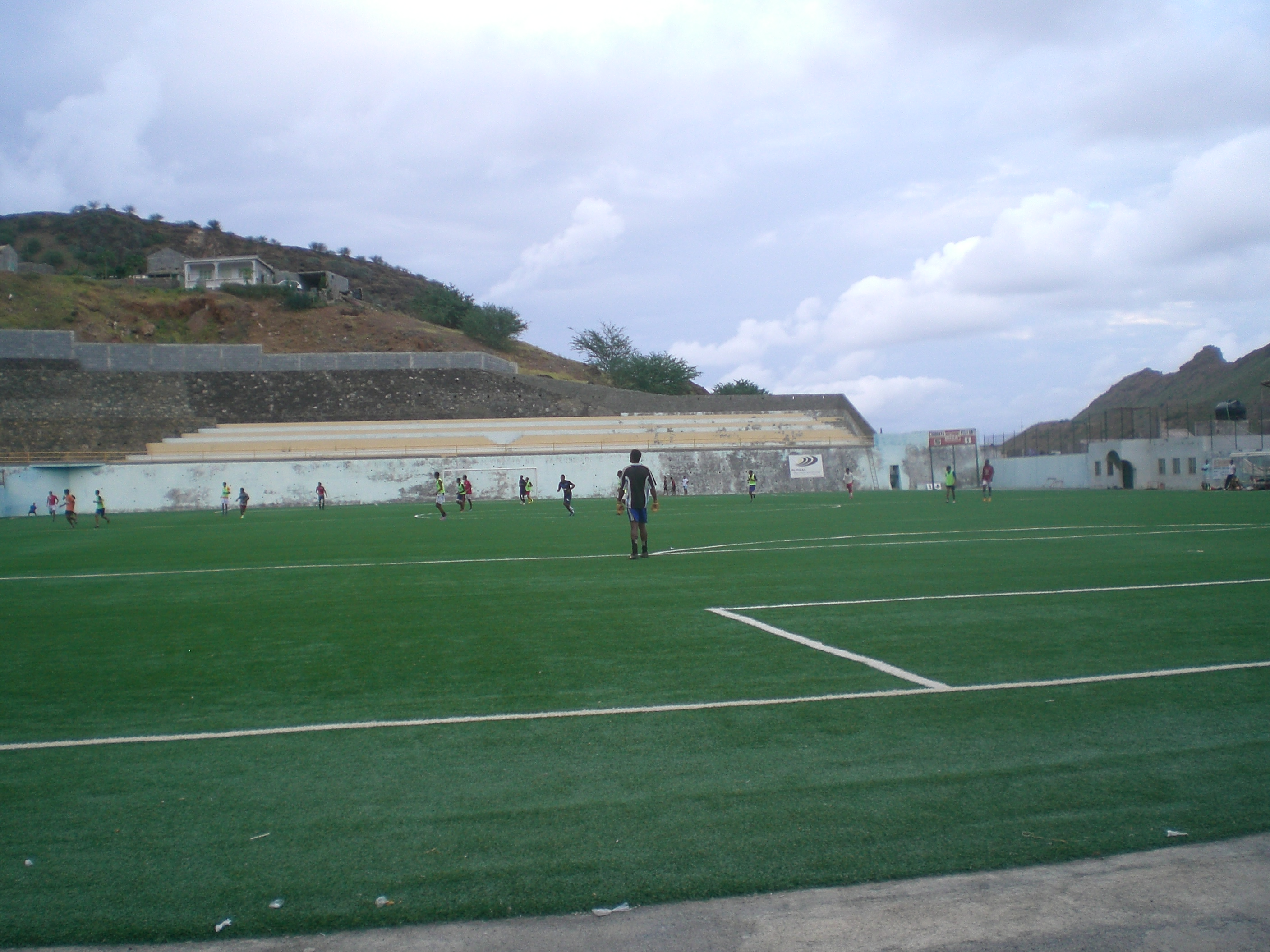
Estádio João de Deus Lopes da Silva, het stadion van FC Ultramarina

Futebol Clube Ultramarina is een Kaapverdische voetbalclub. De club speelt in de São Nicolau Eiland Divisie, op Tarrafal in São Nicolau, waarvan de kampioen deelneemt aan het Kaapverdisch voetbalkampioenschap, de eindronde om de landstitel.

## Erelijst
São Nicolau Eiland Kampioenschap
1995/96, 1998/99, 2000/01, 2002/03, 2003/04, 2005/06, 2006/07, 2008/09, 2010/11, 2012/13, 2014/15, 2016/17
- São Nicolau Opening Tournament

2001/02, 2013/14
- Beker van São Nicolau

2011/12, 2013/14, 2016/17, 2017/18
- Super-beker van São Nicolau Super Cup

2005/06, 2006/07, 2010/11, 2011/12, 2012/13, 2016/17